# Sabinea
Sabinea is een geslacht van kreeftachtigen uit de klasse van de Malacostraca (hogere kreeftachtigen).

## Soorten
- Sabinea hystrix (A. Milne-Edwards, 1881)
- Sabinea sarsii Smith, 1879
- Sabinea septemcarinata (Sabine, 1824)